# Atajate
Atajate er en by og kommune i det sydlige Spanien i provinsen Málaga. Den har et indbyggertal på 187 (2024) indbyggere.